# P&O Cruises Australia
P&O Cruises Australia é uma companhia de navegação especializada em cruzeiros marítimos com sede em Sydney, na Austrália, pertencente ao grupo empresarial Carnival Corporation & plc.

## História
A origem da empresa está ligada a Peninsular and Oriental Steam Navigation Company (P&O), que em 1932 criou um serviço de transporte de passageiros com destino a Austrália. Em 2000, depois de várias mudanças na organização do Grupo P&O, a companhia separou todas as suas operações de navios de cruzeiro, criando uma nova empresa a P&O Princess Cruises que existiu entre os anos de 2000 e 2003 e tinha como empresas subsidiárias a P&O Cruises,  P&O Cruises Australia, Princess Cruises, AIDA Cruises e mais tarde a  A'Rosa Cruises e a Ocean Village.  Em 2003 a P&O Princess Cruises se uniu a Carnival Corporation formando a Carnival Corporation & plc.

## Outros navios
Em maio de 2014, a Carnival Corporation anunciou que o MS Statendam e o  MS Ryndam que eram operados pela  Holland America Line serão transferidos para a frota P&O Cruises Australia após reformas e atualizações. Os navios rserarão renomeados como Pacific Eden e Pacific Aria.